# Мустафакемальпаша
Мустафакемальпаша (Мустафа-Кемальпаша, тур. Mustafakemalpaşa) — город и район в Турции, в провинции Бурса. Расположен на одноимённой реке. Население 100 696 человек по данным 2018 года.